# Rudolf Fränkel

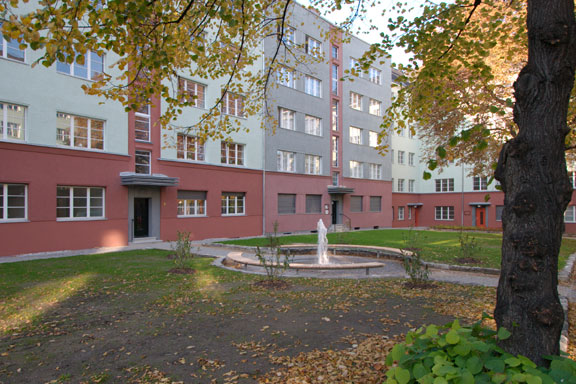
Vorgärten in der Gartenstadt Atlantic in Berlin

Rudolf Fränkel (* 14. Juni 1901 in Neisse, Oberschlesien; † 23. April 1974 in Cincinnati) war ein deutscher Architekt und Hochschullehrer.

## Leben
Rudolf Fränkel wurde 1901 als Sohn des Architekten Louis Fränkel und seiner Frau Ida in Neisse in einer gutbürgerlichen jüdischen Familie geboren. Nach dem kriegsbedingten Notabitur studierte er von 1918 bis 1922 an der Technischen Hochschule Charlottenburg. 1921 heiratete er die Arzttochter Eva Tarrasch, 1922 bis 1924 arbeitete er in München bei Richard Riemerschmid. 1924 eröffnete er ein eigenes Büro in Berlin. Sein erster Großauftrag war die Gartenstadt Atlantic in Berlin-Gesundbrunnen am S-Bahnhof Gesundbrunnen, ein Ensemble, das heute unter Denkmalschutz steht. Weitere Wohnhäuser, Wohnanlagen und Vergnügungsstätten in Berlin und Umgebung schlossen sich an. 1925 wurde er Mitglied im Bund Deutscher Architekten. Die Lichtburg, die seinen Bebauungsplan für die Gartenstadt Atlantic vervollständigte, war eines der ersten Tonfilmkinos; dazu gehörten auch ein Hotel, Restaurants und Tanzlokale.
Fränkels Entwürfe und Bauten wurden schon frühzeitig als Vorbilder der Avantgarde erkannt und in wichtigen zeitgenössischen Architekturpublikationen wie Wasmuths Monatsheften für Baukunst, Bauwelt oder Das schöne Heim veröffentlicht. Seine großstädtischen Vergnügungsbauten zeichneten sich durch ihre eindrucksvolle Lichtarchitektur aus.
Nach der Machtübergabe an die Nationalsozialisten und der zugleich einsetzenden Verfolgung von Juden und Avantgarde-Künstlern wanderte Fränkel im Sommer 1933 nach Bukarest aus, wo er ebenfalls ein wichtiges Kino, das „Scala“, sowie weitere Wohnhäuser und Apartmenthäuser entwarf, bis er 1937 nach London emigrierte. Dort setzte Fränkel seine Tätigkeit fort, indem er bedeutende Fabrik- und Wohnbauten schuf, die heute exemplarische Bauten des „Continental Modernism“ in Großbritannien darstellen.
1950 wurde Fränkel an die Architekturfakultät der Miami University in Ohio berufen, wo er 1954 eines der ersten Stadtplanungsprogramme in den Vereinigten Staaten initiierte. Als es 1968 beendet wurde, gab Fränkel seine Lehrtätigkeit auf. Bis 1974 lebte er in Oxford, Ohio; sein Nachlass wurde dem Canadian Centre for Architecture in Montreal übergeben.

## Bauten

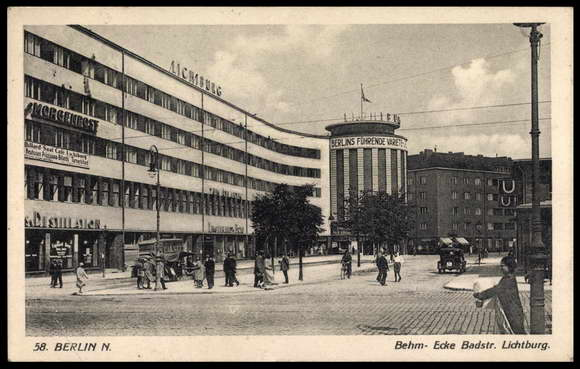
Lichtburg, Postkarte von 1931

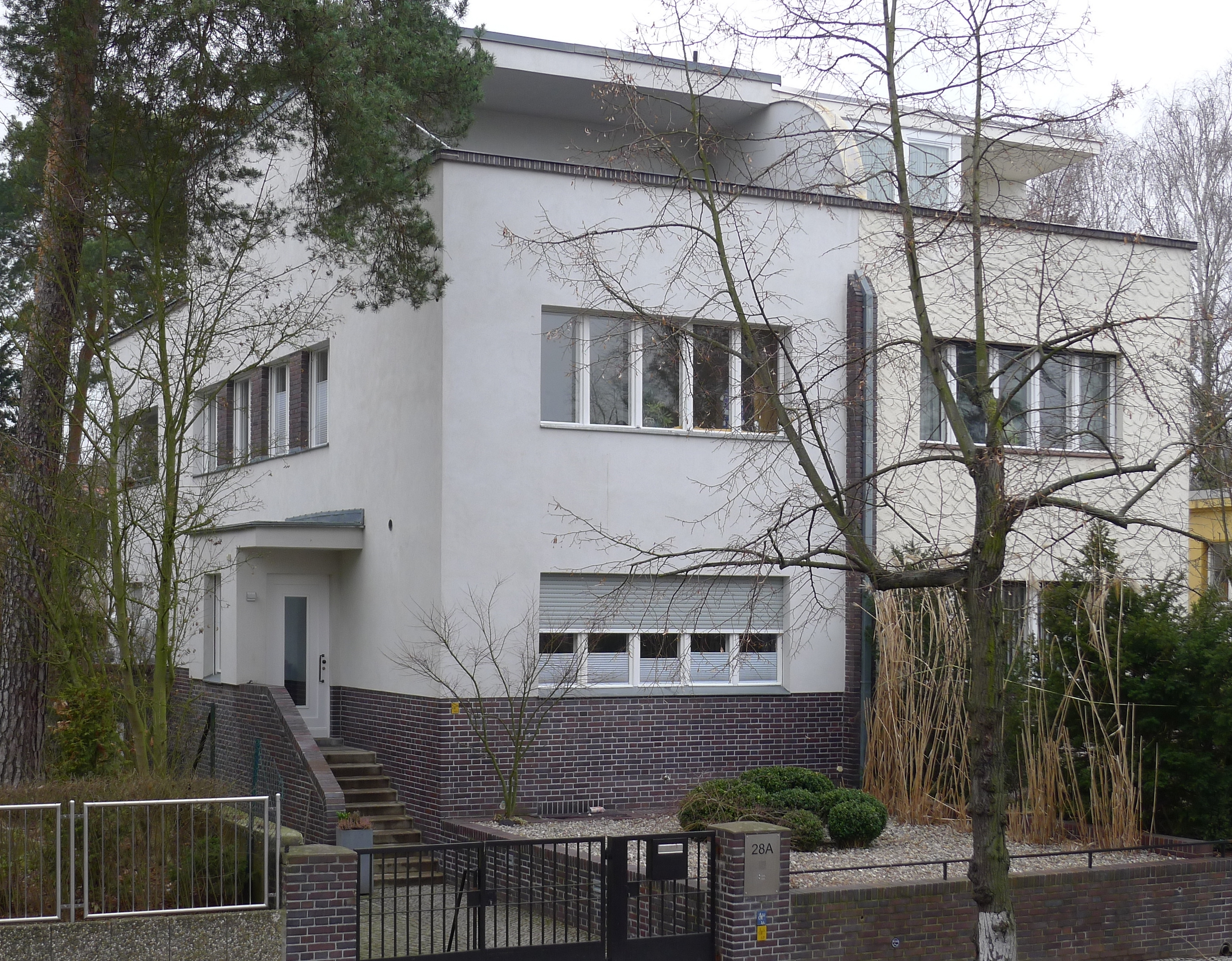
Doppelhaus in Berlin-Dahlem

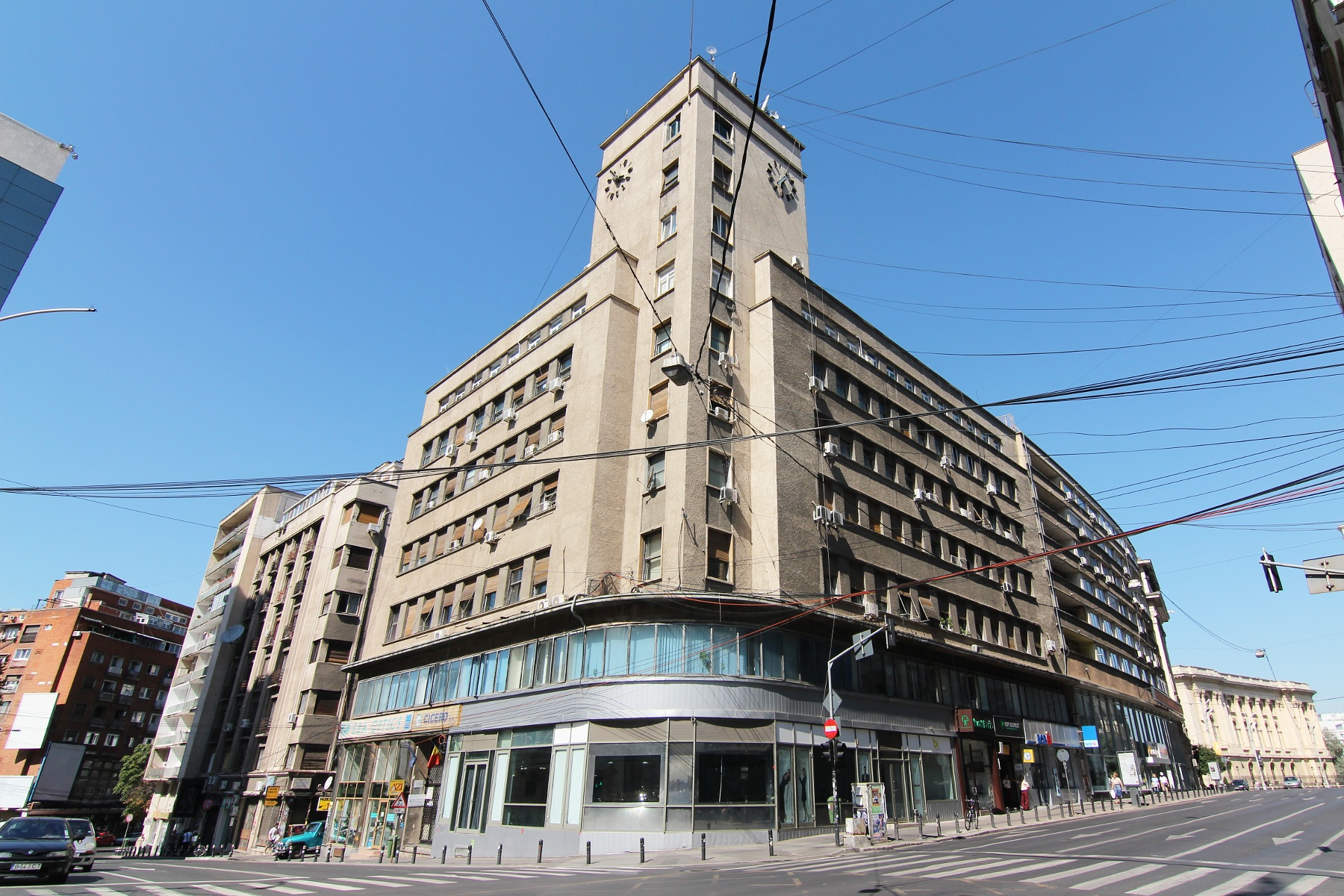
Gebäude der Adriatica Asigurarea in Bukarest

- 1924–1928: Gartenstadt Atlantic in Berlin-Gesundbrunnen, Behmstraße, Bellermannstraße, Spanheimstraße[1]
- 1926: Wohnbebauung Emser Straße 14-17a in Berlin-Wilmersdorf
- 1926–1928: Wohnhaus Levy in Bad Saarow, Silberberger Straße 29a[2][3]
- 1927: Wohnanlage Honig in Berlin-Gesundbrunnen, Bellermannstraße 72-78
- 1927–1929: Kino „Lichtburg“ in Berlin-Gesundbrunnen
- 1927–1930: Ein- und Zweifamilienhäuser in der Gartenstadt Frohnau in Berlin-Frohnau, Am Pilz, Schönfließer Straße
- 1928: Ruhrbrücke in Schwerte-Westhofen (zerstört)
- 1929: Zweifamilienwohnhaus in Berlin-Dahlem, Warnemünder Straße 28a/b
- 1930: Apartmenthaus in Berlin-Halensee, Grieser Platz
- 1930–1931: Restaurant „Leuchtturm“ in Berlin-Mitte, Friedrichstraße 138
- 1930–1932: Wohnbebauung am Stadtpark Schöneberg in Berlin-Schöneberg
- 1931–1932: Wohnhaus Stern in Schmolz bei Breslau[4]
- 1932–1933: Umbau des Albert-Schumann-Theaters in Frankfurt am Main (1944 kriegszerstört, Ruine 1960 abgerissen)
- 1933–1934: Wohnhaus Pop in Bukarest, Caragiale 9
- 1933–1935: Gebäude der Adriatica Asigurarea in Bukarest
- 1934–1936: Fabrikgebäude einer Seidenweberei bei Bukarest
- 1935–1936: Teatrul de Comedie (Komödien-Theater) in Bukarest
- 1935–1937: Apartmenthaus „Malaxa“ in Bukarest
- 1935–1937: Kino „Scala“ in Bukarest
- 1936–1937: Villa Flavian in Bukarest, Serg Gheorghe Militaru
- 1937–1938: Rachwalsky House, Home County
- 1946–1947: Fabrikgebäude der Suflex Ltd.[5]
- 1946–1948: Fabrikgebäude der Kleiderfabrik Sotex Ltd.[6]